# Edoardo Soleri
Edoardo Soleri (* 19. Oktober 1997 in Rom) ist ein italienischer Fußballspieler.

## Karriere
Soleri begann seine Karriere bei der AS Rom. Sein Debüt gab er im September 2015 in der Champions League am 2. Spieltag der Gruppenphase gegen BATE Baryssau.